# 扎门乌德站

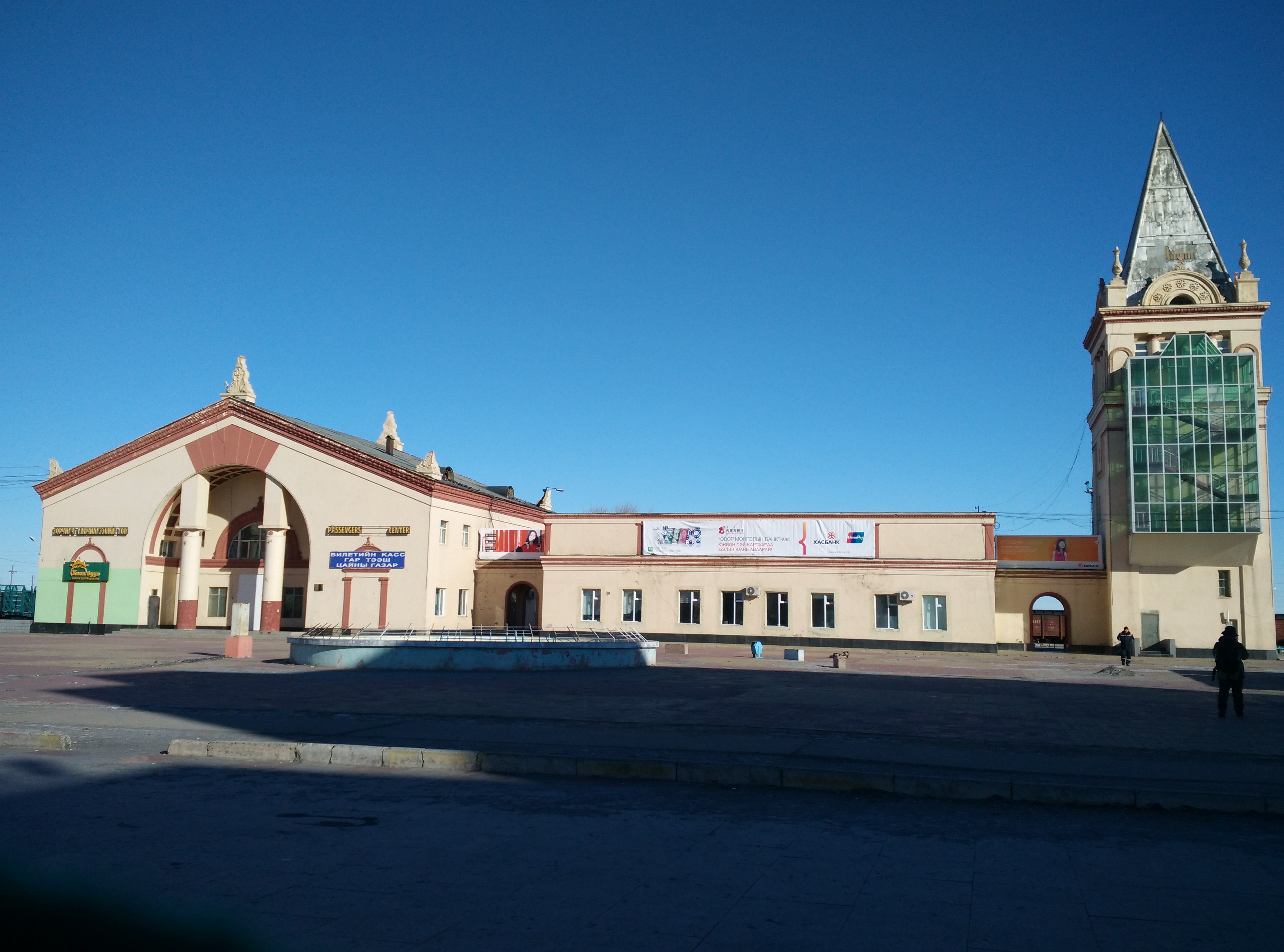
扎门乌德站站房

扎門烏德站，是蒙古國南部城市扎門烏德的鐵路車站，位於蒙古縱貫鐵路之上。此站也是蒙古縱貫鐵路離開中國進入蒙古國的第一個車站，與二連站相連。